# Iglesia de San Francisco (Alcora)
La iglesia de San Francisco de Alcora, en la comarca del Alcalatén, provincia de Castellón, es un monumento declarado Bien de Relevancia Local, con código de identificación 12.04.005-007, según la Disposición Adicional Quinta de la Ley 5/2007, de 9 de febrero, de la Generalidad Valenciana, de modificación de la Ley 4/1998, de 11 de junio, del Patrimonio Cultural Valenciano (DOCV Núm. 5.449 / 13/02/2007).
La fundación, que llevaron a cabo frailes franciscanos en el siglo XVII, al tiempo que se edificaba el convento de Franciscanos Alcantarinos fundado el 4 de junio de 1632, del que ya no quedan restos en la actualidad.
Presenta planta de nave única, con dos altares laterales y coro alto a los pies. En su interior se puede observan decoración en yesería (fechada en 1648) y pinturas datadas en 1734, como la que se aprecia en las capillas del Evangelio y de la Epístola. También cabe señalar la presencia de un arco presbiteral decorado con pinturas, o la pila para el agua bendita datada en el siglo XVIII.
En 1977 se procedió a su cierre al culto público, llevándose a cabo una restauración que permitió volver a abrirla en octubre de 1995. Pertenece a la Diócesis de Segorbe-Castellón, dentro del XIV arciprestazgo, San Vicente Ferrer (Lucena del Cid).